# Lucius Valerius Potitus (Konsul 483 v. Chr.)
Lucius Valerius Potitus war ein in der Frühphase der Römischen Republik lebender Politiker. 483 und 470 v. Chr. soll er Konsul gewesen sein.

## Leben
Lucius Valerius Potitus gehörte dem patrizischen Geschlecht der Valerier an und war laut dem römischen Historiker Titus Livius ein Sohn des Konsuls von 505 v. Chr., Marcus Valerius. Dies wird auch häufig in der modernen Forschung angenommen. Allerdings wird der Konsul von 505 v. Chr. eher als sagenhafte Gestalt betrachtet, und die annalistische Überlieferung über diese frühe Periode der römischen Republik ist sehr unsicher. Die Geschichtsschreiber Diodor und Dionysios von Halikarnassos geben Lucius Valerius Potitus außerdem noch das Cognomen Poplicola.
Laut Livius soll Valerius Potitus 485 v. Chr. Quästor gewesen sein und zusammen mit seinem Amtskollegen Kaeso Fabius Vibulanus den Konsul des Vorjahres, Spurius Cassius Vecellinus, wegen Hochverrats (Perduellio) angeklagt haben. Vom Volksgericht für schuldig befunden, wurde Cassius’ Haus von Amts wegen eingerissen. Diese ihm in mehreren annalistischen Quellen vorliegende Version erschien Livius jedenfalls glaubwürdiger als die Überlieferung, dass Cassius von seinem Vater in einem privat in seinem eigenen Haus abgehaltenen Gericht zum Tod verurteilt wurde. Auch Dionysios von Halikarnassos referiert beide Varianten der Tradition und lehnt ebenfalls jene vom Hausgericht ab. Nach ihm stürzen die Quästoren Cassius vom Tarpeischen Felsen. Diodor erwähnt nur die Fassung des öffentlichen Verfahrens. Christoph Heinrich Brecht vertritt ebenso wie der Althistoriker Friedrich Münzer die Ansicht, dass der quästorische Volksprozess gegen Cassius eine Erfindung annalistischer Geschichtsschreiber darstelle. Wahrscheinlich handelt es sich hierbei um eine erst in spätrepublikanischer Zeit ersonnene Rückprojektion. Somit wäre die Quästur des Valerius Potitus als unhistorisch zu betrachten.
483 v. Chr. stieg Valerius Potitus zum ersten Mal in das höchste Amt der öffentlichen Magistratur, das Konsulat, auf. Laut Livius war das Volk mit dieser Wahl nicht einverstanden, denn Valerius Potitus sei aufgrund seiner Anklage gegen Cassius äußerst unpopulär gewesen. In weiterer Folge führt Livius den sich anschließenden Kampf gegen die Volsker und die Auseinandersetzungen der Konsuln mit den Volkstribunen nur kurz aus. Eine ausführlichere Darstellung liegt bei Dionysios von Halikarnassos vor. Demnach habe ein Volkstribun namens Gaius Maenius den Konsul an der Rekrutierung von Soldaten hindern wollen, weshalb Valerius Potitus die Aushebungen für die Aufstellung einer Armee außerhalb der Stadtgrenzen Roms vorgenommen habe, weil die Tribunen dort keine Amtsgewalt besaßen. Doch die frisch aufgestellten Streitkräfte seien ihrem Feldherrn ebenfalls feindlich gesinnt gewesen und hätten daher absichtlich schlecht gekämpft. Diese innenpolitischen Konflikte hätten die Abhaltung von Wahlen verhindert, weswegen es zu einem Interregnum gekommen sei. Dieser Bericht zeigt auffallende Ähnlichkeiten mit den von Livius erwähnten Kontroversen des Konsuls von 410 v. Chr., Gaius Valerius Potitus Volusus, mit dem Volkstribunen Marcus Menenius und erscheint daher zweifelhaft.
Zum zweiten Mal gelangte Valerius Potitus laut der annalistischen Überlieferung 470 v. Chr. zum Konsulat, wobei er Tiberius Aemilius Mamercus zum Amtskollegen erhielt. Nun habe er die Gunst des Volks erringen wollen und daher die Forderung der Volkstribunen nach einer Landaufteilung gutgeheißen, doch sei deren Ackergesetz am Widerstand des Appius Claudius Crassus Inregillensis Sabinus gescheitert. Anschließend habe Valerius Potitus einen Krieg gegen die Aequer eröffnet, aber aufgrund eines Gewitters das gegnerische Lager nicht attackieren können. So habe er sich damit begnügt, das Territorium der Aequer zu verwüsten.
Später taucht Valerius Potitus in der Überlieferung nicht mehr auf.